# تاريخ إسبانيا (1700-1810)
دخلت إسبانيا حقبة جديدة بوفاة كارلوس الثاني، آخر ملوك هابسبورغ الإسبان، الذي لم ينجب أطفالًا ومات عام 1700. نشبت حرب الخلافة الإسبانية بين أنصار أمير بوربون، فيليب من أنجو، ومناصري هابسبورغ النمسا. مع انتصار بوربون، بدأ حكم فيليب الخامس في عام 1715. دخلت إسبانيا فترة من الإصلاح والتجديد، مع استمرار الانحدار. دخلت أفكار عصر التنوير إسبانيا وأمريكا الإسبانية خلال القرن الثامن عشر. أدى غزو نابليون بونابرت لشبه الجزيرة الإيبيرية في 1807-1808 إلى قلب الترتيبات السياسية للإمبراطورية الإسبانية والإمبراطورية البرتغالية. غالبًا ما يشار إلى القرن الثامن عشر في التأريخ الإسباني باسم بوربون إسبانيا، لكن البوربون الإسبان استمروا في الحكم منذ عام 1814 وحتى عام 1868 (بعد عودة فيرناندو السابع)، ومنذ عام 1874 وحتى عام 1931، ومنذ عام 1975 وحتى الوقت الحاضر.

## فيليب الخامس، أول ملك إسباني من عائلة بوربون (1700-1746)

### حرب الخلافة الإسبانية
هيمنت على السنوات القليلة الأخيرة من حكم كارلوس الثاني من آل هابسبورغ الذي حكم الإمبراطورية الإسبانية وعانى من اضطرابات عقلية ولم ينجب أطفالًا، سياسة من سيخلف الملك التعيس، آخر ملوك إسبانيا من سلالة هابسبورغ. كانت إسبانيا في قلب هذه الأزمة السياسية، لكنها كانت «الهدف وليس الحَكم». ترك الملك كارلوس الإمبراطورية آخذة في الانهيار بسبب المشاكل الاقتصادية، وانحلال البيروقراطية الإسبانية، وسلسلة الهزائم في الحروب ضد فرنسا، وتآكل المؤسسات الإمبراطورية في القرن السابع عشر، بالإضافة إلى أن ضعفه الجسدي والعقلي لم يمنحاه قدرة تذكر لعكس مسار بلاده. والواقع أن اتساع وثروة الإمبراطورية الإسبانية ما وراء البحار في العالم الجديد والفلبين، جنبًا إلى جنب مع مواردها البحرية، جعلت من إسبانيا جزءًا بالغ الأهمية من سياسات القوة الأوروبية. لو ذهب عرش إسبانيا إلى أحد أقارب ملك فرنسا، أو لو وحِد البلدين، فإن ميزان القوى في أوروبا كان ليتحول لصالح فرنسا. وكانت ثروة الإمبراطورية الإسبانية قد تدفقت عبر البحار إلى فرنسا. ولو بقيت بين يدي عضو آخر من أسرة هابسبورغ النمساوية المناهضة لفرنسا لبقي الوضع الراهن قائمًا. أصبحت السياسة الأوروبية خلال القرن السابع عشر مهيمنة من خلال إنشاء خلافة منظمة في إسبانيا لا تؤدي إلى تغير التوازن بين القوى العظمى في أوروبا.
خاض بوربون فرنسا وهابسبورغ النمسا وحلفاؤهما حربًا لتحديد خليفة كارلوس. كانت الجائزة ثروة الإمبراطورية الإسبانية. انتصرت فرنسا في حرب الخلافة الإسبانية (1702-1714)، ولكن بموجب معاهدة أوترخت التي أنهت الصراع، تعهدت سلالتا بوربون الفرنسية والإسبانية بعدم الاتحاد رسميًا. تعجب لويس الرابع عشر من فرنسا قائلًا «الآن لم يعد هناك المزيد من البرانس!» بعد أن أصبح حفيده ملك إسبانيا من الماضي. على الرغم من أن الوريث المختار لكارلوس الثاني افتتح منزلًا جديدًا للأسرة في إسبانيا، فقد خُفضت إمبراطورية هابسبورغ الإسبانية في أوروبا إلى شبه الجزيرة الإيبيرية نفسها، مع خسارة إيطاليا الإسبانية وهولندا الإسبانية، واستيلاء بريطانيا على جبل طارق وجزيرة منورقة أيضًا. أنهت معاهدة أوترخت الصراع وتنازل فيليب الخامس ملك إسبانيا عن أي مطالبات بالعرش الفرنسي. قبل انتهاء الصراع، توفيت زوجة فيليب الشابة، ماريا لويزا من سافوي (1688-1714)، وضَمِن بوربون الخلافة الملكية بإنجابه ولدين.

### التغييرات في الحكومة في عهد فيليب
أثبت فيليب الخامس أنه إداري فعال، إذ عمل على مركزية السلطة الإسبانية من خلال القضاء على الكورتيسات الإقليمية (البرلمانات) وبدء عملية توحيد القوانين بين مختلف مناطق الإمبراطورية الإسبانية من خلال إلغاء الامتيازات الخاصة (فويروس). أزالت مراسيم نويفا بلانتا (1716) النظام المركب للحكم في إسبانيا، وحل محله الحكم من مدريد والقيم القشتالية الموحدة. وعد هابسبورغ النمسا أنهم إذا ربحوا حرب الخلافة الإسبانية، ستبقى تعددية الهابسبورغ مستمرة، ما دفع أراغون إلى دعم قضية هابسبورغ الخاسرة. ألغت مراسيم نويفا بلانتا ذلك الحكم الذاتي الإقليمي. «كان الإنجاز الأكثر ديمومة في عهد فيليب الخامس هو إنشاء نظام حكم واحد موحد لأول مرة منذ الرومان».
جرى القضاء على سلالة بوربون ومعها نظام حكومة هابسبورغ المجلسية، وحل محل المجالس أربع أمانات وتطورت لاحقًا إلى وزارات: الدولة، والشؤون الخارجية، والجمعيات الخيرية، والعدل، الجيش والبحرية وجزر الهند، أي الأجزاء الخارجية للإمبراطورية الإسبانية. شكّل الوزراء الأربعة «مجلسًا وزاريًا» وكان الوزراء مسؤولين مباشرة أمام التاج. عمومًا لم يعد الرجال الأرستقراطيين مهيمنين على المناصب الحكومية، بل جرت ترقية الرجال الموهوبين إلى مناصب رفيعة ومكافأتهم بألقاب نبيلة. منح فيليب وحده نحو 200 لقب جديد. تضمنت الإصلاحات الإدارية تقسيم إسبانيا إلى ثمانية ممالك (رينوس) برئاسة مسؤول عسكري وتأسست أودينسيا وهي محكمة لإقامة العدل. أما المسؤولون الإداريون على المستوى المحلي (موظفو الإصلاح)، الذين كانوا موجودين بالفعل في مملكة قشتالة، فقد عينوا في رينوس أخرى. كان الإصلاح المهم في الضرائب والديون الملكية. إذ جرى التنصل من بعض السندات الصادرة عن التاج بينما خُفِض سعر الفائدة للبعض الآخر. كان موظفو الضرائب الجدد فعالين في جمع الضرائب وإدارتها لصالح النظام الملكي الجديد. المناطق التي لم تدفع ضرائب بنفس المستويات قشتالة لم تخضع للضرائب من قبل الدولة الموحدة. بما أن إسبانيا خاضت في ظل حكم ملوك البوربون العديد من الحروب، كان وجود قاعدة ضريبية لتغطية هذه الحروب أمرًا بالغ الأهمية.
اختار فيليب وزراء فرنسيين وإيطاليين متمكنين للمناصب الرئيسة في الحكومة ما أدى إلى كبح جماح الوزارات المستقلة والمعزولة والفاسدة التي ازدهرت في الفترة الأخيرة من حكم هابسبورغ. كان فيليب يهدف إلى توسيع النشاط الاقتصادي والتحرك نحو الحرية الاقتصادية، خاصة فيما يتعلق بتجارة إسبانيا في إمبراطورتيها الخارجية، نظريًا احتكارًا إسبانيًا. كان من المتصور توسيع المصنوعات الإسبانية والصادرات الزراعية، حتى لا تعود التجارة بالفائدة على القوى الأجنبية التي كانت لها مصلحة في التجارة الأمريكية الإسبانية. نُقل بيت التجارة الذي عمل لفترة طويلة في إشبيلية إلى قادس في عام 1717. سمح فيليب بتأسيس شركة الباسك كاراكاس في عام 1728، على غرار الشركات التجارية في شمال أوروبا، للتجارة مع فنزويلا، المنتج الرئيسي للشوكولاتة. توسعت منطقة التجارة الحرة داخل المجال الإسباني بشكل أكبر مع البوربون الإسبانية لاحقًا.

### الصراعات العسكرية
غالبًا ما هيمنت زوجة فيليب الثانية إليزابيث فارنيزي على سياساته. تبنى سياسة خارجية عدوانية التي أدخلت إسبانيا في سلسلة من الحروب المكلفة طوال فترة حكمه. شعر فيليب الخامس بعدم الارتياح تجاه معاهدة أوترخت بسبب خسارة الكثير من الأراضي الأوروبية التي وعده بها مرسوم كارلوس الثاني وطموحه الشخصي. أرادت إليزابيث زوجة فيليب، وهي عضو في منزل الدوقية في بارما، ووزيرها المفضل، الكاردينال جوليو ألبيروني، استعادة مطالباتهم في إيطاليا وتلك الخاصة بفيليب. لكن تحالف فرنسا وبريطانيا وهولندا تحدى طموحات إسبانيا التي هددت سلام أوروبا. في عام 1717 غزا فيليب جزيرة سردينيا، إحدى الأراضي التي خسرتها النمسا بعد حرب الخلافة الإسبانية. ثم أدى غزو صقلية بعد ذلك إلى تشكيل التحالف الرباعي بين بريطانيا وفرنسا والنمسا وهولندا لمعارضة طموحات فيليب. في عام 1720 بعد أن شعر فيلب بالحرج من فشل الأسلحة الإسبانية في البحر وعلى الأرض في حرب التحالف الرباعي، أقال ألبيروني ووقع معاهدة سلام مع النمسا، مع الاعتراف بمعاهدة أوترخت.
حاول الإسبان مرة أخرى استعادة بعض الأراضي التي فقدوها في الحرب الأنجلو-إسبانية 1727-1729. فعقدوا تحالفًا في عام 1725 مع النمساويين، الذين وافقوا على مساعدة الإسبان في استعادة القواعد البحرية الرئيسية في البحر الأبيض المتوسط -منورقة وجبل طارق- من البريطانيين.

### الوزير الأول إنسينادا
في أواخر عهده، وضع فيليب عملية إصلاح حكومته في أيدي وزرائه. مَنح زينون دي سوموديفيلا الشاب والطموح لقب ماركيز إنسينادا في عام 1736 لدبلوماسيته الناجحة بعد حرب الخلافة البولندية، وبعد سبع سنوات، في عام 1743، أصبح المفضل لدى فيليب (وإليزابيث) في البلاط، ولما تبقى من عهد فيليب، حكم إنسينادا إسبانيا عمليًا. سعى إنسينادا إلى سياسة خارجية حذرة لكن مستقلة أبعدت بلاده عن كل من فرنسا وبريطانيا، ورغب بمحيط مستقر ومسالم يمكن لإسبانيا فيه أن تصلح مؤسساتها. كلّف إنسينادا خورخي خوان وأنطونيو دي أولوا بإجراء تقرير سري عن حالة أمريكا الإسبانية. أكد تقريرهما أن إمبراطورية ما وراء البحار كانت مدارة بشكل غير فعال وغير كفء من قِبل الإسبان المولودين في أمريكا وفصلا فيه العداء بين الإسبان المولودين في شبه الجزيرة الإسبانية والمولودين في أميركا. أُبلغ عن إصلاحات إدارية في إمبراطورية ما وراء البحار من خلال التقرير الذي صدر بتكليف من إنسينادا.